# Giovan Battista Perasso
Giovan Battista Perasso, o Giambattista, detto Balilla (Genova, 1735 – Genova, 1781), è stato un patriota italiano della Genova del Settecento.

## Biografia
La sua reale identità è rimasta dubbia, ma in lui viene identificato il giovane da cui il 5 dicembre 1746 prese le mosse la rivolta popolare contro gli occupanti dell'Impero asburgico (durante la guerra di successione austriaca) nel sestiere genovese di Portoria.
La popolazione venne incitata dal ragazzo a sollevarsi attraverso il lancio di un sasso contro le truppe austro-piemontesi che, sotto il comando del ministro plenipotenziario Antoniotto Botta Adorno, occupavano la città, a quel tempo alleata con i francesi e gli spagnoli. Il 10 dicembre 1746 la città fu così liberata dalle truppe austriache.
L'arroganza dei soldati austriaci, che pretendevano di essere aiutati a estrarre fuori dal fango un pezzo di artiglieria, fu la miccia che fece esplodere la risolutiva, per le sorti di Genova, rivolta popolare.

## Identità del Balilla

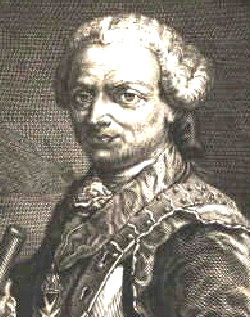
Antoniotto Botta Adorno

Sebbene l'esistenza del «ragazzo» sia confermata tra le altre dalla testimonianza del diplomatico veneziano Cavalli in un dispaccio del 13 gennaio 1747, il quale afferma di aver visto un manifesto nel quale era detto che «la prima mano, onde il grande incendio s'accese, fu quella di un picciol ragazzo, qual diè di piglio ad un sasso e lanciollo contro un ufficiale tedesco», non esistono prove documentali che attestino che il fanciullo che scagliò la prima pietra fosse detto "Balilla", così come non esistono prove documentali che questo Balilla fosse Giovan Battista Perasso: tutto si basa solo sulla continuità della tradizione nel sestiere di Portoria.
Un'apposita commissione municipale istituita a Genova nel 1881, composta da autorevoli cittadini quali il prof. A. G. Barrili, l'avv. Cornelio Desimoni, il prof. L. T. Belgrano e il marchese M. Staglieno, dopo aver ascoltato la testimonianza di alcuni anziani del quartiere, i quali riferivano ciò che avevano udito dai loro nonni che avevano conosciuto di persona il Balilla, concluse potersi stabilire la quasi certezza che egli fu Giambattista Perasso figlio di Antonio Maria tintore di seta, nato a Genova nella parrocchia di S. Stefano il 26 ottobre 1735.

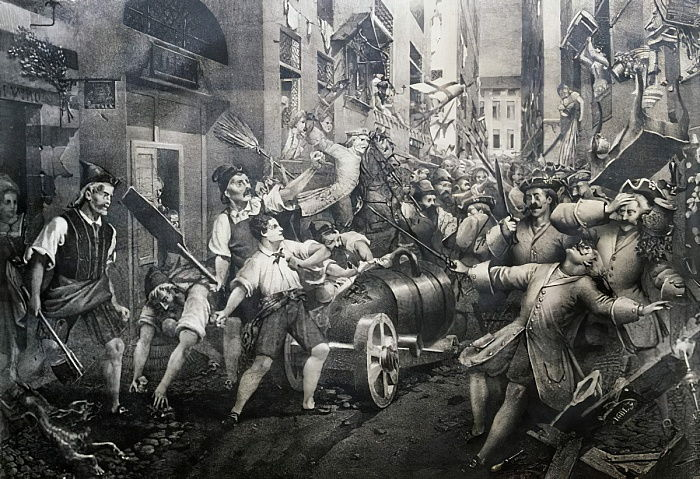
La rivolta di Balilla. Litografia del XIX secolo

L'ipotesi avanzata nel 1851 dal canonico Giuseppe Olivieri di Montoggio che il Balilla potesse essere un suo compaesano, Giambattista Perasso nato a Pratolongo di Montoggio nel 1729, dunque all'epoca diciassettenne, è stata confutata da Aldo Agosti nel 1979.
Perasso può essere stato invece il ragazzo di Portoria, perché la tradizione orale aveva fondamenta e perché di età congrua, ma non vi è alcuna prova documentale. Egli aveva un soprannome, documento della Rota Criminale della metà anni cinquanta, diverso, ovvero Beccione, di natura dileggiativa simile a Mangiamerda (ma anche e più usato in natura elogiativa simile a "grande amante"), che però ha come fonte testimone oculare Accinelli, che riferiva per sentito dire degli altri sestieri, lui essendo di Prè e non di Portoria.
La Società Ligure di Storia Patria nel 1927 ha messo, per così dire, una parola definitiva sulla questione stabilendo che non è possibile - sulla base dei documenti di cui si dispone - identificare con sicurezza il "ragazzo delle sassate".

## Mito
Come ricorda il giornalista e scrittore Paolo Lingua nel suo libro Breve storia dei Genovesi, il mito del Balilla fu alimentato e ingrandito principalmente in pieno Risorgimento, ovvero cento anni dopo gli accadimenti che portarono alla rivolta popolare contro le truppe austro-piemontesi guidate dal plenipotenziario asburgico Antoniotto Botta Adorno.
La sua figura fu poi ulteriormente enfatizzata, sempre in chiave fortemente patriottica, nel ventennio dell'era fascista, anche attraverso la creazione dell'Opera nazionale Balilla.
Per lo storico Federico Donaver il monumento eretto a ricordo dell'episodio di Portoria rappresenta, oltre che l'eroe in sé stesso, "l'ardire generoso d'un popolo che, giunto al colmo dell'oppressione, spezza le sue catene e si rivendica la libertà".

## Origine del soprannome

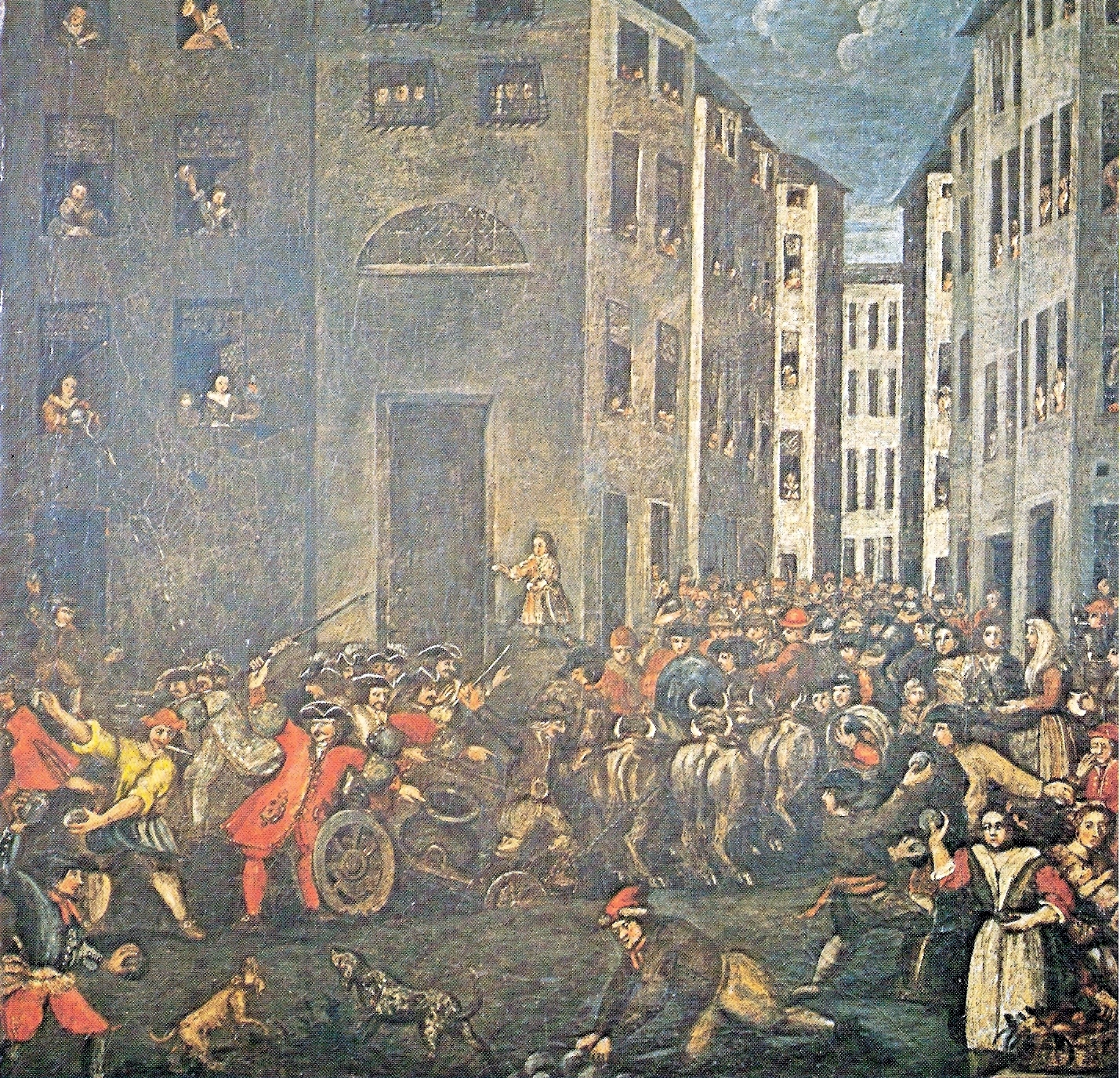
Giuseppe Comotto, La rivolta di Portoria contro gli austriaci nel 1746

Balilla o Ballilla è il diminutivo di balla ("palla"), con l'aggiunta di desinenza latinizzante o più probabilmente ispanizzante (visto il gusto dell'epoca, per conferire un tono esotico oltre che informale): può essere tradotto letteralmente con "pallina" e doveva essere un appellativo riferito ai bambini molto comune nella lingua ligure di Genova, insieme a Ballin ("Pallino") e Balletta, tuttora in uso.
Il nome Balilla era già presente nella letteratura in lingua ligure, dato che era stato utilizzato per uno dei personaggi positivi dell'opera del 1697 di Giovanni Agostino Pollinari Il genio ligure trionfante.

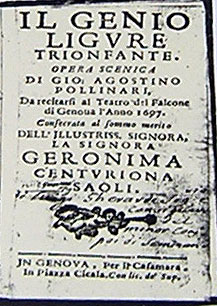
Frontespizio de Il Genio ligure trionfante

Il soprannome Balilla non sembra aver quindi nulla a che vedere con il soprannome Baciccia, che è una variante familiare genovese di "Battista", nata probabilmente da una pronuncia infantile storpiata e, come spesso accade, adottata come soprannome ufficiale della persona che l'infante intendeva indicare, poi diffusosi largamente nella lingua genovese ottocentesca (come testimoniò anche Charles Dickens). Il diminutivo di Baciccia è Baciccin.

## Che l'inse?
"Che l'inse?", il celebre grido con cui il Balilla diede l'avvio alla rivolta, è una tipica forma interrogativa della lingua ligure pre-ottocentesca che prevedeva l'uso della congiunzione che seguita dal congiuntivo. Il verbo "insâ" o "inçâ" è transitivo e significa "cominciare a consumare qualcosa" o "dare inizio a qualcosa". In questo caso può essere tradotto con "La comincio?" ovvero "Volete che cominci [la rivolta?]". Ma forse il significato più corretto deriva proprio dal suo paese di "nascita" dunque la parola «insà», diamo il significato di «rompere», «aprire» e si adatterebbe bene all’esclamazione fatta dal Balilla, che con una pietra in mano, prima di lanciarla con molta abilità contro la testa di un austriaco, gridò: «...che l’inse?», ossia «gliela rompo?».
L'incitamento a "dare inizio" contenuto nel grido assumerebbe però un più preciso e circostanziato significato alla luce dell'ipotesi, formulata già a inizio Novecento da alcuni storici genovesi, secondo cui la rivolta di Portoria non sarebbe stata un moto spontaneo, scoppiato sul momento a causa del comportamento dei militari imperiali che cercavano di disimpantanare il carriaggio col mortaio, bensì un qualcosa di organizzato dai popolani già da alcuni giorni, quando cominciarono le requisizioni delle artiglierie, preparando lungo il percorso solitamente seguito per trasportarle in porto delle adeguate provviste di sassi, uniche armi in quel momento disponibili, ed aspettando l'occasione per passare all'attacco.
Il momento di difficoltà degli Austriaci dovuto al cedimento della copertura del rio Torbido sotto il peso del carro sarebbe quindi stato visto dal giovane "Balilla" come l'opportunità tanto attesa, perciò avrebbe scagliato il primo sasso e gridato "che l'inse?" rivolto non ai nemici, ma agli altri rivoltosi, per far loro capire che il momento era giunto, e quelli lo seguirono, versione che spiegherebbe come mai l'attacco fu compiuto in brevissimo tempo da una turba tanto numerosa e con così tante pietre subito a disposizione, nonché perché già quella sera stessa i Portoriani si presentarono organizzati in gran numero alle porte del Palazzo Ducale, chiedendo di accedere all'armeria per prelevare fucili e munizioni con cui fronteggiare i nemici.

## Omaggi alBalilla

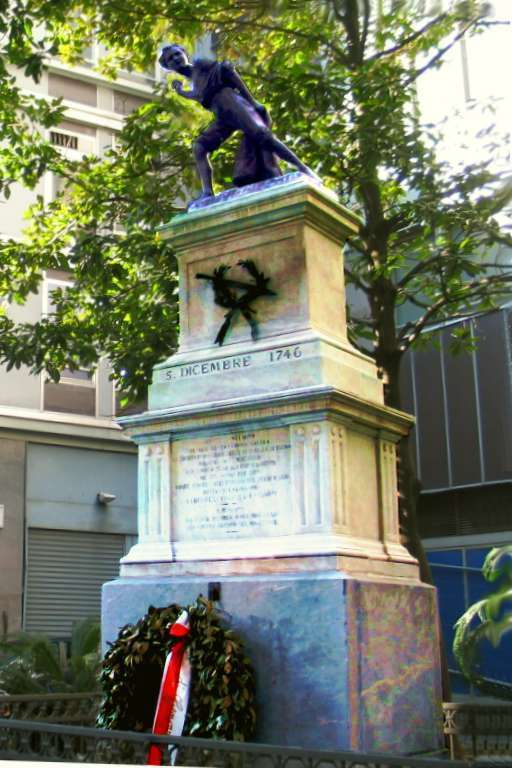
Genova, Piazza Portoria
Monumento a Balilla

Nell'entroterra ligure venivano fatti i cosiddetti "Panin du Balilla", in onore del "Balilla" e dedicati a tutti i bambini. Dopo la guerra il nome venne cambiato in "Panin du Balin". Erano rotondi di leggera pasta frolla zuccherati in superficie; oggi sono spariti.
Il giovane Balilla viene citato nella quarta strofa del Canto degli Italiani di Goffredo Mameli (musicato da Michele Novaro e divenuto l’Inno Nazionale): 
Alle vicende legate alla rivolta di Portoria e alla figura di Balilla è dedicata la commedia storica in dialetto genovese intitolata “Che l’inse?”, opera di Francesco Augusto Masnata del 1929.
La trentasettesima galleria della strada delle 52 gallerie del Monte Pasubio, scavata in occasione dei combattimenti della prima guerra mondiale, porta il suo nome.
Nel 1923 il duo Giuseppe Blanc e Vittorio Emanuele Gaeta scrissero la canzone patriottica Balilla! (più nota come Fischia il sasso) che - nonostante non sia propriamente considerata una "canzone fascista" - divenne a partire dal 1926 l'inno dell'organizzazione giovanile del regime fascista che inquadrava i bambini dagli 8 agli 11 anni, chiamata Opera nazionale Balilla. "Balilla" era il nome generico con cui si indicavano i bambini obbligatoriamente iscritti a questa organizzazione.
Nella canzonetta Serenata decisiva di Aldo Fabrizi, musica di Giuseppe Cioffi (1936), il protagonista della canzone dice all'amata "prepara le balie per venti Balilla" intendendo che vuole avere con lei una prole numerosa. 
Nel 1918 il ricognitore Ansaldo A.1 aveva ricevuto come nomignolo "Balilla". Al Balilla furono dedicate due classi di sommergibili, una varata nel 1915 e una varata nel 1928. Nel 1932 la Fiat presentò il modello Fiat 508 Balilla. Nel 1949 il gioco del «calcio da tavolo» arrivò in Italia e ben presto assunse il nome di «Calcio-balilla».